# Гордейчик, Иван Аркадьевич
Ива́н Арка́дьевич Горде́йчик (бел. Іван Аркадзьевіч Гардзейчык, род. 20 октября 1957, д. Весея, Слуцкий район, Минская область, Белорусская ССР, СССР) — белорусский военный деятель, депутат Палаты представителей Национального собрания VII созыва. Генерал-майор (2007).

## Биография
Родился 20 октября 1957 года в деревне Весея Слуцкого района Минской области. После окончания в 1975 году Весейской средней школы поступил в Гродненский техникум физической культуры, однако не окончил его и был призван в ряды Советской армии, где служил в батальоне связи Группы советских войск в Германии.
Окончил Рязанское высшее воздушно-десантное командное училище имени Ленинского комсомола по специальности «Командная тактическая, инженер по эксплуатации бронетанковой техники»; Военную академию имени М.В. Фрунзе по специальности «Командно-штабная оперативно-тактическая воздушно-десантных войск»; Военную академию Генерального штаба Вооруженных Сил Российской Федерации по специальности «Военное и государственное управление».
Является участником войны в Афганистане. За два года принял участие в 123 боевых операциях, дважды был ранен. Проходил службу с 21 апреля 1987 года по 11 февраля 1989 года в должностях: начальник штаба — заместитель командира парашютно-десантного батальона и командира ПДБ 345‑го отдельного гвардейского парашютно-десантного полка на территории Республики Афганистан. Имеет право на льготы, установленные постановлением ЦК КПСС и Советом Министров СССР от 17 января 1983 года. 23 декабря 1987 года получил слепое осколочное ранение правого бедра. 14 июня 1988 года получил два легких ранения: огнестрельное осколочное ранение правого бедра и непроникающее ранение грудной клетки слева.
Проходил службу на основных командных должностях — командира разведывательного взвода, роты, заместителя командира, командира парашютно-десантного батальона, командира парашютно-десантного полка, командира отдельной гвардейской мобильной бригады, заместителя командующего войсками, начальника штаба — первого заместителя командующего войсками Западного оперативного командования, первого заместителя начальника Военной академии Республики Беларусь. Уволен из Вооруженных Сил Республики Беларусь в запас в 2015 году.
Председатель Республиканского совета Белорусского общественного объединения ветеранов.
На парламентских выборах 2019 года избран депутатом Палаты представителей Национального собрания Республики Беларусь по Уручскому избирательному округу № 109 города Минска. По результатам голосования, за его кандидатуру были поданы 31 729 голос (68,35 % от общего числа), явка избирателей на округе составила 66,09 %. В Палате представителей занимает должность заместителя председателя Постоянной комиссии по труду и социальным вопросам.

## Награды
- орден «Красного Знамени»,
- два ордена «Красной Звезды»,
- медаль «За боевые заслуги»,
- медаль «За безупречную службу» II степени,
- медаль «За безупречную службу» II степени,
- 39 орденов и медалей,
- почетная грамота Совета Министров Республики Беларусь,
- почетная грамота Министерства образования Республики Беларусь,
- нагрудный знак Министерства образования «Выдатнiк адукацыi»,
- почетное звание «Заслуженный специалист Вооруженных Сил Республики Беларусь» (2010).

## Личная жизнь
Женат, имеет сына и дочь.